# Corrool

De cobalamine-structuur bevat een gedeprotoneerde corrine-ring.

Een corrool is een aromatisch tetrapyrrool.  De corrine-ring komt ook voor in cobalamine. Het centrale deel van het molecuul bestaat uit een ring van 19 koolstof- en 4 stikstof-atomen. Hiermee komen corrines structureel erg overeen met porfyrines.

## Synthese
Corrolen worden in een tweestaps proces gesynthetiseerd, beginnend met de condensatiereactie van benzaldehyde met pyrrool. 
Dit resulteert in een product dat wel al alle koolstof- en stikstof-atomen bevat, maar de macrocyclische ring is nog niet gesloten. Deze verbinding wordt een bilaan of tetrapyrraan genoemd. De ringsluiting is een oxidatie-reactie, waarvoor vaak chloranil gebruikt wordt:

## Vergelijking met porfyrines
Hoewel corrolen en porfyrines veel op elkaar lijken zijn er ook een aantal duidelijke verschillen:
- Vanuit zuur-base oogpunt bekeken zijn corrolen driewaardig, er kunnen drie waterstof-ionen worden afgestaan, terwijl porfyrines tweewaardig zijn.
- De hoge waardigheid van corrolen als ligand heeft tot gevolg dat in metaal-complexen corrolen vaak niet-innocente liganden zijn, waarbij het corrool als radicaal-dianion voorkomt.[2]
- Een ander belangrijk verschil wordt gevormd door het feit dat de ringgrootte van de centrale ruimte in corrolen 17 atomen telt, in porfyrines zijn dit er 18.

## Coördinatieverbindingen
Van corrolen is een groot aantal coördinatieverbindingen met zowel overgangsmetalen, hoofdgroepelementen, lanthanides, als actinides  beschreven. Ook het dubbel geprotoneerde, neutrale corrool-radicaal is bestudeerd.

## Toepassingen
Corrolen en hun metaal-complexen zijn bruikbaar gebleken als markeerstoffen bij de opsporing van tumoren, zuurstof-detectie en meting, en als preventief middel bij hartziekten.  In de synthetische chemie zijn corroles met succes ingezet als als drager voor oxo-, imido-, and nitrido-groepen, en als katalysator in de reductie van zuurstof naar water, zowel als de productie van waterstof uit water onder aerobe omstandigheden.
Aan eiwitten  gekoppelde corrolen zijn onderzocht als drager van theranoses in de detectie en behandeling van tumoren.